# Saison 2006 des Red Roosters
La présente page décrit la saison 2006 des Liège Red Roosters lesquels évoluent en Ligue Francophone de Football Américain de Belgique.

## Championnat

### Les résultats
| Journée | Date       | Localisation | Club visité        | Club visiteur      | Score   |
| ------- | ---------- | ------------ | ------------------ | ------------------ | ------- |
| 1       | 12/03/2006 | Liège        | Liège Red Roosters | Charleroi Cougars  | 12 - 6  |
| 2       | 19/03/2006 | Charleroi    | Liège Red Roosters | Andenne Bears      | 43 - 0  |
| 3       | 02/04/2006 | Tournai      | Andenne Bears      | Liège Red Roosters | 0 - 48  |
| 4       | 09/04/2006 | Andenne      | Tournai Phoenix    | Liège Red Roosters | Annulé  |
| 5       | 23/04/2006 | Tournai      | Charleroi Cougars  | Liège Red Roosters | 27 - 13 |
| 6       | 30/04/2007 | Liège        | Liège Red Roosters | Tournai Phoenix    | 0 - 50  |

### Classement
| Rang | Équipe             | Pts | J | G | N | P | Bp  | Bc  | Diff |
| ---- | ------------------ | --- | - | - | - | - | --- | --- | ---- |
| 1    | Tournai Phoenix    |     | 5 | 5 | 0 | 0 | 188 | 0   | +188 |
| 2    | Charleroi Cougars  |     | 6 | 3 | 0 | 3 | 122 | 61  | +61  |
| 3    | Liège Red Roosters |     | 5 | 3 | 0 | 2 | 116 | 83  | +33  |
| 4    | Andenne Bears      |     | 6 | 0 | 0 | 6 | 0   | 282 | -282 |

### Play-off LFFAB
| Date       | Localisation | Club visité       | Club visiteur      | Score  |
| ---------- | ------------ | ----------------- | ------------------ | ------ |
| 07/05/2006 | Charleroi    | Charleroi Cougars | Liège Red Roosters | 28 - 0 |